# Tariqa
 (mars 2021).

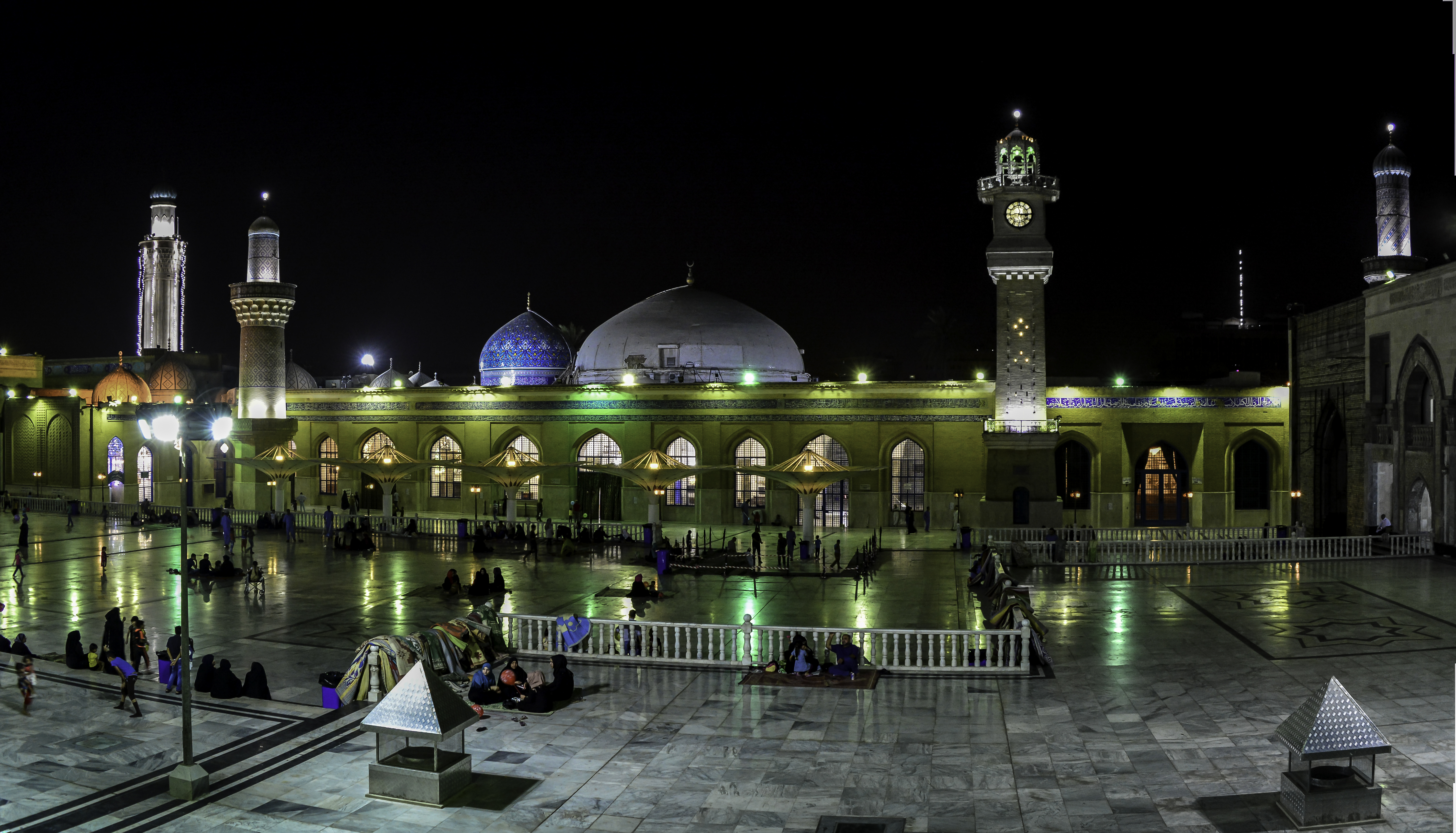
Mazar Ghous, construit autour du tombeau à coupole bleue de Abd-al-Qâdir al-Jilaní, à Bagdad.

Tariqa (arabe : طَرِيقة [tarīqa] (pl.: turuq: طرق) : procédé, voie, méthode) désigne généralement les confréries mystiques soufies dans l'islam, dont les fidèles sont réunis autour d’une figure sainte, ancienne ou récente, autour de son lignage et de ses disciples. 
Si le terme de « confrérie soufie » a été assez tôt utilisé par les observateurs coloniaux, tentés de les assimiler aux monastères et couvents issus du monde chrétien, on lui préfère aujourd'hui l'expression « voies soufies » pour désigner à la fois la formation et l'organisation des turuq en islam. Elle porte en général le nom de son fondateur.

## Généralités
Les premiers saints soufis, au Moyen Âge, étaient des personnages marginaux adeptes de la pauvreté et du retrait de la société. Progressivement toutefois, l’enseignement de certains d’entre eux a été institutionnalisé et transmis par des chaînes de disciples. Ainsi sont nées les confréries qui se sont initialement formées autour d’une figure sainte puis perpétuées autour de son lignage et de ses disciples. Le fondateur, réputé détenir et transmettre la baraka, une « bénédiction » d’origine divine qui confère à son détenteur des pouvoirs particuliers de protection, de clairvoyance, de guérison, etc.
Les tariqas ainsi formées s'inscriront, selon les circonstances, dans des environnements sociaux très variés (autour d'un métier, d'une tribu, d'une zone géographique, etc.) et constitueront dans certains cas une force de résistance aux pouvoirs et, dans d’autres, un soutien des autorités en place. De plus, elles se ramifieront progressivement, chaque rameau étant constitué d'une chaîne de descendants ou de disciples (silsila ou isnâd), imaginaires ou non, remontant au fondateur et, in fine, jusqu’au Prophète, fondant ainsi légitimité de chaque branche locale.
Autour du cheikh, on trouve un premier cercle de disciples directs qui vont suivre les enseignements et tenter d’atteindre des « états » mystiques par différents exercices (abstinence, récitation, isolement). Il y a ensuite d’autres cercles, correspondant à une appartenance plus sociologique : ces groupes moins assidus aux exercices pieux font de leur affiliation un élément de leur identité et rendent régulièrement visite à leur cheikh local pour recevoir ses conseils et ses bénédictions, et bénéficier ainsi de la protection surnaturelle de la baraka. L’établissement qui les accueille sert à la fois de résidence au cheikh, de lieu d’enseignement et d’hôtellerie dotée de chambres, appelé zaouïa (ou dahira au Sénégal). Le cheikh fait, de son côté, des tournées périodiques (ziyara) parmi ses fidèles.
Les tariqas se sont véritablement structurées vers les XIe et XIIe siècles. Leur extension dans les différentes couches des sociétés musulmanes s'est faite progressivement selon les conditions socio-culturelles des aires du monde musulman (Afrique noire, monde arabe, persan, indien, indonésien, chinois, etc.). Les premières écoles soufis s'élaborent au IXe siècle à Bassorah et à Bagdad autour de maîtres réputés comme Junayd et son disciple al-Hallaj. À partir du XIIe siècle se répandent des confréries (tariqa) où les adeptes (murid), à la recherche de l'effacement en Dieu (el fana'ou fi-llah), sont guidés par un cheikh ou murchid dans la pratique du dhikr, qui est l'élément central du rituel soufi. Ainsi naissent notamment la Qadiriyya à Bagdad au XIIe siècle, l'ordre des derviches mawlawi de Jalâl ud Dîn Rûmî à Konya au XIIIe siècle, la Chadhiliyya au Maghreb et en Égypte au XIVe siècle, la Naqshbandiyya en Asie centrale au XIVe siècle, la Darqawiyya et la Sanousiyya au XIXe siècle au Maghreb… Le mouridisme et la Tijaniyya sont pour leur part essentiellement présents en Afrique.
L’adhésion des populations et les dons remis par les fidèles font de ces organisations des puissances morales et économiques.
Ces confréries ont rayonné de façon plus ou moins importante dans le monde musulman. Surtout, les confréries se divisent en branches multiples, le long des chaînes de transmission de baraka, qui finissent par devenir complètement autonomes au fil du temps sous la direction d'un maître (cheikh) qui, par le biais d'un pacte initiatique établi avec ses disciples, s'engage à les guider dans leur cheminement spirituel. Sous l'étiquette de telle ou telle tariqa se trouve donc une grande diversité d’entités indépendantes les unes des autres dont les relations pourront toutefois être réactivées quand les circonstances s’y prêtent.
L’identité d’une confrérie tient à la silsila de ses cheikhs, aux enseignements de ses fondateurs et successeurs ainsi qu'à des récitations (wird) et rites distinctifs. Il est toutefois difficile de tracer des frontières précises entre les tariqas, celles-ci se subdivisant sans cesse en apportant au dogme, sous l'influence d'un cheikh charismatique, des modifications plus ou moins significatives qui lui vaudront ou non aux yeux de ses adeptes de constituer une voie originale.
Toutefois, s'il est avéré que le soufisme est apparu dès les débuts de l'islam (Voir Popovic & Veinstein, Les Voies d'Allah, 1995), les tariqas et leurs représentants ont toujours vu leur orthodoxie remise en cause par certains casuistes musulmans (théologiens ou juristes) qui rejettent le soufisme (tassawuf) au regard de la loi (charia et fiqh). En effet, les différents traités soufis symbolisent la tariqa par le rayon d’un disque dont le contour externe serait la loi religieuse exotérique (charia) et dont le centre serait la réalité divine (haqiqa) comme prolongement et approfondissement de la tradition musulmane, en tant que vecteur d'une transformation de soi.

## Histoire

### À l’origine, les premiers ascètes:VIIIe–Xesiècle
Ahmad ibn ‘Ajiba (1747-1809), soufi maghrébin, fait remonter une des étymologies possibles du mot tassawuf (soufisme, cf l'article) au mot suffa (le banc), il explique cette provenance par l’idée que :

« Les soufis ressemblent aux « Gens du Banc » par la fermeté de leur orientation (vers Dieu) et par leur renoncement au monde. »

Cette idée témoigne du caractère éminemment ascétique de la vie des premiers soufis dont l’aspiration et le mode de subsistance rappelaient effectivement leur glorieux aînés qu’étaient les « Gens du banc » (Ahl al-Suffa). Ayant tout laissé derrière eux pour partir rejoindre Mahomet à Médine entre 622 et 630, celui-ci leur réserva un secteur du long portique de la mosquée (qui était une extension de sa propre maison) ainsi qu’un banc de pierre. Parmi les égards particuliers que leur témoignait encore Mahomet, une tradition rapporte qu’il leur aurait transmis les formules que tous musulmans prononcent après la prière : Gloire à Dieu, louange à Dieu, Dieu est le plus grand. Les protégés de Mahomet n’étaient pas pour autant qualifiés de soufis mais faisaient partie des compagnons (sahaba) à l’égal de tous ceux qui, en tant que musulmans, l’avaient vu au moins une fois.
Ce compagnonnage (suhba) originel correspondant à l’Âge d’Or du temps de la Révélation vit naître la première expression musulmane d’une confraternité spirituelle se structurant autour d’un maître. Lorsque Mahomet meurt en 632, cette tradition demeure mais sa forme spécifiquement ascétique n’est suivie que par quelques-uns. Les premiers soufis se nomment entre eux les fûqaras, les pauvres, se définissant ainsi moins par la petitesse de leurs moyens que par leur recours existentiel à Dieu. Déjà une élite spirituelle s’est formée par l’intermédiaire des deux califes dits « bien guidés » (les khoulafah Rachidoune), Abou Bakr (570-634) et ’Ali ibn Abi Talib (600-661). Il faut encore attendre le milieu du VIIIe siècle pour voir l’un de ces ascètes primitifs être désigné du nom de soufi, et quatre siècles encore pour que les premiers véritables rassemblements de soufis en confréries voient le jour. Ceci permet d'échelonner la structuration du soufisme selon trois grandes périodes : La première allant du VIIIe au Xe siècle, la deuxième du Xe au XIIIe siècle et la troisième du XIIIe au XIXe siècle.
La première grande période correspond à la vie des premières grandes figures du soufisme et leur expérience de la voie mystique. Durant la seconde période, la spiritualité soufie se théorise et commence à se définir par rapport à la loi islamique et la théologie. La troisième période est celle qui voit naître les grandes structures communautaires de type confrérique dont la croissance est continue jusqu’au XIXe siècle.
Cette périodisation trouve sa logique dans le fait que le soufisme en tant que tradition spirituelle repose avant tout sur une expérimentation des choses. Les premiers ascètes qui goûtèrent à l’expérience mystique permirent aux théoriciens des siècles suivants de bénéficier d’une base solide pour la construction théorique du soufisme et l’exposition de sa doctrine. Les schémas et termes techniques qu’établiront les Junayd et autres Al-Ghazali ne seront que l’explication de cette science du dévoilement, cette herméneutique spirituelle. C’est seulement après que pourra s’étendre le mouvement confrérique.
L’époque où vivent les premiers ascètes correspond historiquement à la première dynastie musulmane des Omeyyades dont Damas est la capitale de 660 à 750. Cependant, c’est au bord de l’Euphrate, que se situe le foyer de l’ascétisme en islam. Les villes de Basra et Kufa rayonnent des premières grandes figures du soufisme. C’est ici que pour la première fois, un célèbre prédicateur emploiera le mot « soufi ». Hassan al-Basri (642-728), d’origine médinoise, y participe à la formation d’un peu toutes les branches des sciences musulmanes. Cependant, c’est surtout sa piété, ses sermons ainsi que ses ébauches d’interprétations spirituelles du Coran qui marquent profondément le soufisme naissant. Il n’y a rien d’étonnant à voir mentionner son nom à la base de nombreuses chaînes initiatiques. Kufa quant à elle tient sa dimension spirituelle de la présence de certains compagnons mais surtout d’Ali ibn Abi Talib et de sa descendance dont le célèbre Ja`far al-Sidiq (699-765).
Vers 777 apparaît la première chaîne initiatique remontant à ‘Ali, passant par Ibrahim Ibn Adham et qui deviendra par la suite la confrérie Adhamiyya, soit l’une des toutes premières confréries existantes. Originaire de Balkh, formé à Basra, Ibn Adham se retirera près d’Antioche et reprendra avec d’autres maîtres soufis la tradition érémitique syriaque. L’ascétisme est la première expression que connut la spiritualité soufie. Ibn Khaldun a pu rapprocher cet état de fait par la constitution de l’Islam non seulement en tant que civilisation prospère mais surtout en tant que moyen pour certaines personnes d’y faire carrière (théologiens, juristes, etc.), c’est-à-dire de se conforter dans une attitude que les soufis jugeaient à l’opposé d’un état de quête. Ces derniers se seraient sans doute détournés de cela en s’isolant, voire se marginalisant de cette société et par-là même devinrent des avertisseurs pour le peuple, démontrant par leur existence même la vanité de certains d’enfermer l’esprit dans la lettre.
C’est dans ce contexte qu’il faut replacer l’injonction de la grande sainte soufie de l’époque Rabia al Adawiyya (m. en 801) de n’adorer Dieu non pas « par crainte de Son Enfer ni désir de Son Paradis mais par pure aspiration à contempler Sa Face ».
Née à Basra, ancienne esclave affranchie qui renonça au mariage pour ne se consacrer qu’à Dieu, Rabi’a al-Adawiya est une figure majeure du soufisme. Son immense rayonnement lui valut la vénération de ses contemporains et les maigres écrits qui nous restent d’elle en font également l’un des premiers chantres de l’amour divin. Dans cet âge classique du soufisme, Rabi’a explore, comme d’autres, les sentiers de cette mystique. Conjointement, les premiers ascètes mettent en garde le commun des croyants contre l’insouciance ou la facilité. Ces mises en garde vont revêtir différentes formes selon leurs expériences.
Au IXe siècle, Bagdad, nouvelle capitale Abbasside, rayonne dans tous les domaines. Elle attire évidemment tous les maîtres ainsi que leurs disciples. Retenons al-Muhassibi (781-857) dont le nom se rapporte à la notion d’examen de conscience (Muhasaba), notion qui constitue le cœur de son œuvre principale, « L’Observance des droits de Dieu », où l’on retrouve toute l’intellectualité de l’école de Basra. Cette ville avec d’autres, résistent encore pour quelque temps à l’attraction de la capitale ; mais Kufa trop proche est déjà absorbée. D’autres pôles urbains deviennent des centres de diffusion et de véritables écoles d’où proviennent de très grandes figures de ce soufisme classique. Ainsi en est-il pour Nichapour au Khorasan et Balkh en Transoxiane.
En Égypte et en Syrie, ce sont les notions d’Amour divin et de Connaissance qui sont véhiculés par le grand Dhû l-Nûn al-Misri (771-860). Dans le Khorasan, Abû Yazid al-Bistami (m. en 874) imprime de sa personnalité tout le soufisme oriental avec la notion d’ivresse spirituelle. Les propos qu’il tient font souvent l’objet de profonds commentaires non exempts de développements métaphysiques :
« On interrogea Abû Yazid sur l’ascèse. Il répondit : - Elle n’a aucune valeur. Je n’ai été ascète que trois jours dans ma vie. Le premier, j’ai renoncé à ce monde, le deuxième, à l’au-delà, et le troisième, à tout ce qui n’est pas Dieu. J’ai alors entendu cet appel : que veux-tu ? - Ne rien vouloir, répondis-je, car je suis celui qui est voulu (Murad) et Tu es celui qui veut (Murid) ».
Ces « locutions théopathiques » (Shatahat) sont tout à fait comparables à celles de Rabi’a et ont la même fonction d’« écarter de la Voie les limites d’une tradition désormais trop bien établie » (Denis Gril). On retrouve Abû Yazid dans la chaîne initiatique de la Naqchabandiyya. Dans la même lignée nous retrouvons Abu l-Mughith al-Husayn, surnommé al-Hallaj (858-922), « le cardeur » (des consciences). Hallaj suivit un temps l’enseignement de plusieurs maîtres soufis avant de se séparer d’eux et de partir témoigner de son expérience à travers un long périple qui le mena de l’Iran jusqu’aux frontières de la Chine. C’est de retour à Bagdad qu’il prononça la fameuse phrase : « Je suis la vérité » (Ana al-Haqq), manifestant alors aux yeux de tous son état spirituel d’union avec le divin. Il est dit dans le soufisme que Hallaj fut d’abord condamné par les maîtres spirituels de son temps avant de l’être par les juristes. Ceci correspondrait à la règle primordiale de ne pas divulguer les secrets de l’initiation, les dévoilements spirituels fruits de l’expérience mystique, à un public étranger à cela. À titre d’exemple, Hallaj fut précisément condamné pour avoir prétendu que l’on pouvait faire le pèlerinage sans se rendre à la Mecque. Le témoignage public de ses états d’ivresse spirituelle n’empêcha pas la formation d’une voie qui compte plusieurs milliers de disciples vers le XIe siècle.
Cette figure centrale de la première époque du soufisme marque l’apogée d’une tradition ascétique qui doit maintenant surveiller son discours, se faire plus discrète pour éviter les accusations d’hérésie provenant du désormais tout puissant corps des Oulémas. Cette réforme du soufisme passera par un autre Bagdadien, Junayd (m. en 911).
Unanimement célébré comme un très grand maître (Le seigneur des soufis), Abû l’Qasim al-Junayd al-Bagdadi représente avec al-Muhasibi une nouvelle orientation spirituelle où la lucidité l’emporte sur l’ivresse. En cela, il prône une certaine prudence pour ce qui est des témoignages d’expériences mystiques qui pourraient égarer les croyants de la loi révélée. Néanmoins, il puise dans le Coran et la Sunna les explications des déclarations de certains soufis comme Bistami ou Hallaj qu’il eut d’ailleurs un temps pour disciples. Selon lui le ravissement spirituel prend sa source dans le pacte ontologique (Mithaq) que Dieu conclut avec Ses créatures en leur demandant – « Ne suis-Je point Votre Seigneur ? ». Cet engagement primordial de l’humanité rejaillit chez les soufis sous la forme de l’ivresse, du ravissement, voire de l’extinction en Dieu ou la créature se confond avec son Créateur comme la goutte d’eau avec l’océan. Ainsi, les propos extatiques de certains soufis sont-ils éclairés : « Celui qui s’abîme dans les manifestations de la Gloire s’exprime selon ce qui l’anéantit ; quand Dieu le soustrait à la perception de son moi et qu’il ne constate plus en lui que Dieu, il Le décrit ». Ceci n’est pas sans rappeler les paroles d’al-Hallaj sur la Vérité (al-Haqq). Aussi Junayd considère-t-il que l’état d’extinction (Fana’) doit être impérativement dépassé pour parvenir à la sobriété extérieure et donc à un soufisme socialement possible. Un proverbe soufi exprime cette réalité comme suit : « Il faut avoir le corps dans la boutique et le cœur dans la Présence divine. » L’enseignement de Junayd, compilé dans des épîtres où il traite aussi bien de la métaphysique de l’Être que des règles de la Voie, permirent à l’Islam de s’appuyer sur des bases solides avant de déployer les grands systèmes de sa théologie mystique. Son énorme influence lui valut le surnom de « Prince de l’Ordre » et la grande majorité des futures confréries remonteront de fait à la « Voie de Junayd ».

### Des élaborations théoriques aux maîtres fondateurs:Xe–XIIIesiècle
Les disciples de Junayd demeurent encore à Bagdad. Parmi eux de grands penseurs comme Abû Bakr al-Shibli (m. en 946) et Muhammad al-Niffari (m. en 981) reçoivent de nombreux soufis venus recueillir l’héritage spirituel du « maître des maîtres ». L’enseignement de Junayd et les écrits qu’ils laissent vont marquer le début d’une grande entreprise de composition d’ouvrages. C’est ce qui caractérise cette période qui voit fleurir un grand nombre de manuels sur le soufisme.
« Le Livre des Rayonnements » (Kitab al-Lûma) de Sarraj (m. en 988) profite amplement de l’école de Bagdad tout en magnifiant les autres aires spirituelles du Khorasan (Bistami) et de l’Égypte (Dhul-Nûn al-Misri). Parallèlement, d’autres auteurs comme Kalabadhi (m. en 995) ou Abû Talib al-Makki (m. en 996) s’emploient à défendre l’orthodoxie du soufisme en tant que science de l’Islam à part entière. Le premier fait une présentation des dires des soufis et le second rassemble dans une synthèse l’ensemble des rites musulmans ainsi que les pratiques soufies. Il insiste tout particulièrement sur la régularité de l’invocation (dhikr) dont il fait dépendre entièrement la progression d’un disciple. D’où le nom de « Nourriture des Cœurs » (Qût al-Qulûb) qu’il donne à son exposé.
Au siècle suivant, Abû ‘Abd ‘l Rahman al-Sûlami (936-1021), disciple de Sarraj, fait lui aussi œuvre de synthèse en fondant dans ses « Histoires de soufis » (Tabaqat al-Sûfiya) l’enseignement des diverses écoles. Il unit sans les confondre la méthode ascétique, le soufisme de Bagdad, la chevalerie spirituelle (futuwa) de Nichapur et la « Voie du Blâme » malamati en démontrant leur dessein commun d’approcher le modèle prophétique.
La futuwa est un bel exemple d’imprégnations de l’esprit du soufisme au sein des sociétés musulmanes en ce qu’elle constitue précisément le fondement spirituel d’organisations initiatiques et corporatives (certains corps de métiers par exemple) parallèlement aux ordres mystiques. Elle tient de fait à la fois de la chevalerie et du compagnonnage médiéval occidental et s’exprime essentiellement par une éthique du « bel agir ».
Le soufisme cherche donc à se légitimer dans un sens d’ouverture et de concrétisation de ses préceptes. Qûchayri (986-1072) oriente ses écrits (la Risâla) sur l’enseignement pratique : le conseil au disciple, les convenances spirituelles entre fûqaras et avec le cheikh. Un des manuels de base de cette époque est « Le dévoilement des mystères pour ceux qui possèdent un cœur » (Kachf al-mahdjûb li arbâb al-Qûlub). Dans cet ouvrage Hûjwiri (m. en 1076), originaire de Ghazna dans l’actuel Afghanistan, recense les différents cercles de soufis qu’il a pu rencontrer au cours de ses longs voyages. Il en compte douze du Turkestan jusqu’en Syrie en passant par le Khorasan où il place le foyer d’origine. Cet inventaire est surtout basé sur les grandes typologies spirituelles des groupes qu’il a observés. Ses écrits permettent non seulement de constater que les divers enseignements parcourent une grande aire géographique arabe et persane mais aussi que les prémices du confrérisme sont dorénavant tout à fait décelables. À présent, l’œuvre d'al-Ghazali va pouvoir clore cette période de structuration du soufisme.
Abû Hamid Mûhammad al-Ghazali (1058-1111) est une figure majeure de l’histoire de l’Islam. Khorasanien comme ses illustres aînés, il naît à Tûs où il reçoit, avec son frère Ahmed, sa première éducation spirituelle de Farmadhi (m. en 1084), successeur de Qûchayri. Parti étudier la théologie à Nichapour, il ne tarde pas à être distingué et nommé en 1091 directeur de l’université de Bagdad, al-Nizamiya. Son rayonnement touche alors aux plus hautes sphères du pouvoir califal. Deux ans plus tard, à 35 ans, il est touché par une profonde crise existentielle qui l’oblige à quitter ses fonctions et partir entreprendre une vie ascétique qui durera dix ans. Il relatera son expérience dans son autobiographie « Erreur et Délivrance » (al-Munqid min Adalal). Les écrits de Mûhassibi, ceux de Junayd et le Qût al-Qûlub d’Abû Talib al-Makki y sont également référencés comme source d’inspiration de son œuvre majeure.
La « Revivification des sciences de la religion » (Ihyâ’ ‘ulûm al-Din) parachève l'assimilation des principes du soufisme auprès des doctes Oulémas déjà bien préparés par les ouvrages antérieurs. Cependant, Ghazâli déborde le cadre désormais classique des manuels pour projeter sa réflexion dans une vision plus large où il concilie la philosophie et la théologie la plus orthodoxe avec le soufisme qu’il considère comme la seule voie capable de conduire à la certitude. Englobant toutes les sciences religieuses exotériques et ésotériques, il les réoriente définitivement vers la tradition musulmane et l’idéal comportemental du Prophète. Avec Ghazali prend fin la seconde période de l’évolution du soufisme. Celle-ci fut inaugurée par Junayd qui souligna la nécessité d’expliciter la Voie aux yeux de tous, depuis l’ascète illettré jusqu’au savant théologien. De grands maîtres sont apparus, ont formé des disciples qui en ont formé à leur tour. Parallèlement, nous remarquons que les soufis voyagent beaucoup et il n’est pas rare qu’ils suivent l’enseignement de plusieurs maîtres. Progressivement, les chaînes de transmission se forment et tracent le canal des influences les plus fortes. Le soufisme va donc poursuivre son évolution d’une part en s’appuyant sur la somme de Ghazâli pour travailler à unir mystiques et juristes et d’autre part en structurant l’influence initiatique des maîtres dans des formes de plus en plus concrètes qui deviendront les confréries proprement dites.
L’utilisation du terme « voie » pour désigner les confréries soufies est particulièrement adaptée pour la période médiévale. Nous ne pouvons certainement pas encore parler d’ordre en tant que tel surtout si ce mot veut traduire l’idée de structure fixe et établie, d’autant qu’il est rare même de nos jours d’en trouver un exemple probant. Toujours est-il que ce serait plutôt la mobilité qui prime jusqu’aux environ du XVe siècle. Le soufisme est ballotté par divers courants, extérieurs (bouleversement politiques, invasions) et intérieurs (Apparition des grands maîtres fondateurs que l’on vient rencontrer de très loin). Aussi appelle-t-on cette genèse confrérique le temps des « Khirqa primitives ».
La khirqa est à l’origine le don que fait le cheikh à son disciple pour marquer son entrée dans la Voie spirituelle. Ce peut-être un vêtement, un turban ou même une pièce de tissu mais le symbole est le même : l’aspirant porte la khirqa de la même façon qu’il porte l’influx spirituel du maître. En d’autres termes, le nouveau disciple est recouvert d’une bénédiction et d’une protection spéciale qui prend sa source dans la personne du Prophète. Dans ses développements les plus élevés, il est possible que cette transmission concerne le secret spirituel (Sirr) explicité plus haut. D’une manière générale et pour l’époque qui nous intéresse (XIIe et XIIIe siècles), la khirqa exprime la diffusion d’une influence initiatique généralement assez lâche et éparse.
Ce mode d’enseignement est certes plus structuré que le simple compagnonnage (suhba) des soufis d’autrefois (du VIIIe au XIIe siècle) mais ne l’est pas encore autant que le seront les groupes communautaires centrés sur un cheikh et que nous nommerons confréries ou turuq (pluriel de tariqa) à partir du XVe siècle.
Des facteurs historiques vont être d’une importance majeure dans la suite de l’évolution des voies soufies. Au niveau politique l’affaiblissement du califat abbasside dès le milieu du IXe siècle divise l’empire et laisse la place à plusieurs mouvements chiites. L’un d’eux, parti de l’ancienne Ifriqiya conquiert l’Égypte, y fonde Le Caire et pousse jusqu’à la côte occidentale de l’Arabie. Les Fatimides (969-1171) qui contrôle dès lors les villes saintes de La Mecque et de Médine lorgnent à présent sur l’Iran. Bagdad est aux mains d’une autre dynastie non moins chiite, les Buyides (935-1055). Le calife impuissant de cet empire Abbasside moribond est néanmoins resté sunnite. En 1055, il appelle les Turcs Seldjoukides qui renversent les Buyides et stoppent l’avancée des Fatimides d’Égypte. La nouvelle dynastie Seldjoukide et bientôt les Ayyoubides (1171-1250) successeurs des Fatimides vont rétablirent le sunnisme et solliciter pour cela les maîtres soufis dont le charisme sera bien plus rassembleur que n’importe quel autre discours religieux.
Plus tard, dans la première moitié du XIIIe siècle, les invasions mongols déferlent sur toute l’Asie, entraînant la ruine de riches cités ainsi que l’exode d’une grande masse de population vers l’Ouest. Dans ce contexte, les soufis vont offrir à cette vague de migrants un réseau de solidarité qui contribuera grandement à leur rayonnement et à leur popularité auprès du commun des croyants. Mais faisons place à présent à ces célèbres maîtres qui attachèrent leur nom aux confréries d’aujourd’hui.
Abd al Qadir al-Jilani (1083-1166) est originaire de la province du Gilan (ou Djilan), au sud-ouest de la mer Caspienne. Il étudie la jurisprudence hanbalite à Bagdad et prend la Voie (ou la khirqa) d’un cheikh du nom de Hammad al-Dabbas (m. en 1131). Après une longue retraite dans le désert irakien dont il ressort au bout de vingt-cinq ans, il retrouve Bagdad où il commence à prêcher et acquiert rapidement la réputation d’un très grand savant doublé d’un éducateur dans la voie soufie. Juriste scrupuleux en même temps que guide spirituel réputé, il indique des règles à tous ses disciples notamment dans son ouvrage : Al-Ghunyia li-talibi Tariq al-Haqq. Son enseignement est dans la lignée de la Voie de Junayd et de la pensée de Ghazali. ‘Abd’l Qader s’attache d’abord au Coran et à la Sunna avant d’authentifier ou de réfuter les diverses pratiques soufies ou les spéculations théologiques de son temps. En ce sens il maintient le mode de connaissance fondé sur le dévoilement (Raison soutenue) tout en enracinant ses disciples dans le respect de la loi et des réalités socio-économiques ce qui a pour effet d’harmoniser le soufisme avec la société et notamment les différents cercles jusqu’ici marginalisés. La mystique dépasse grâce à lui le cadre restreint des retraites spirituelles et devient accessible à la majorité des musulmans. Son influence est telle que dès avant sa mort, elle dépasse de loin les frontières de l’Irak et un large éventail de personnalités l’aura en haute estime, qu’il s’agisse des penseurs les plus méfiants à l’égard de la mystique ou des futurs maîtres qui auront pris de lui sa khirqa. Pour autant ‘Abd’l Qader ne fonde pas de voie de son vivant. Il prévoit néanmoins la succession de l’école religieuse (madrassa) qu’il dirigeait depuis la mort de son professeur. Ces fils en font rapidement une zawiya* à laquelle ils associent l’école ainsi qu’une mosquée et le mausolée du cheikh. La Qadiriyya ne se répandra véritablement qu’à partir du XVe siècle et parviendra à s’implanter dans des pays comme l’Inde, le Turkestan, l’Arabie, l’Égypte, l’Afrique du Nord et certains pays de l’ex-Union soviétique.
En ce XIIe siècle, Abd al Qadir al-Jilani permet à l’Irak de rester le centre des échanges spirituels du monde musulman. Au siècle suivant, cette primauté se déplace en Égypte où la voie d’Ahmad al-Rifa’i (m. en 1183) bénéficie de la politique pro sunnite des Ayyoubides. La Rifa’iyya est de tous les ordres celui qui se développe le plus vite. Dans le même temps, un andalou formé par plusieurs maîtres marocains fait le voyage à Bagdad où il rencontre probablement Abd al Qadir al-Jilani. Abou Madyane (m. en 1198) va devenir la principale source initiatique du soufisme maghrébin. Le saint patron de Tlemcen — qui fut aussi un des grands maîtres du soufisme à Béjaïa (capitale hammadite) — initie un grand nombre de disciples et son influence couvre le Maghreb et une partie du Proche-Orient. C’est ici un bel exemple de transmission d’une khirqa, d’une empreinte spirituelle non cadrée mais très profonde.
Un autre bel exemple se trouve dans la personne de celui que les soufis désigneront comme le plus grand des maîtres (Cheikh al-Akbar) : Muhyi Al-Din Ibn Arabî (1165-1240). Figure tout à fait majeure du soufisme, née lui aussi en Andalousie (Murcie), l’influence de sa pensée est déterminante pour ce qui est de l’expression métaphysique de la voie soufie. Sa doctrine de l’unicité de l’Être (Wahdat al-wujud) rappelle que du point de vue de la réalité essentielle, l'existence n'appartient qu’à Dieu et donc que les natures humaine et divine sont profondément unie. Dieu ne faisant qu'un avec la création, la réalité de cette dernière ne peut être que relative et procède de la propagation de la lumière divine à travers des enveloppes plus ou moins opaques à l’image des ondes circulaires produites par la chute d’un objet dans l’eau. La similitude de Dieu et des créatures s’explique alors par le fait qu’elles sont les reflets de Sa lumière. Malgré l’importance de son legs, Ibn Arabî n’est paradoxalement à l’origine d’aucune voie en particulier. Il prit la khirqa de plusieurs maîtres, occidentaux ou orientaux et fit don de la sienne (Akbariyya) à de nombreux autres soufis. Parmi les héritiers de cette transmission initiatique souterraine, retenons l’Emir Abd El-Kader l’Algérien (1808-1883).
Si l’Irak est lié à Junayd, l’Iran et l’Asie centrale en général se réfèrent plutôt à Bistami. Depuis le Xe siècle se sont structurées dans le Khorasan des communautés appelées Khanqah. Ce sont elles qui contribuent à adapter l’Islam aux tribus turques nomades (Qalandaris, Yasavis). Au sud de la mer d'Aral, dans le Khârezm, le « modeleur de saints » Najm Oud Din Kûbra (m. en 1221) éduque un grand nombre de disciples qui eux-mêmes donneront naissance à de grands noms dont deux des plus grands poètes mystiques du soufisme : ‘Attar et Djallal el Din Rûmi (XIIe et XIIIe siècles). Mû’in al-Din Tchichti (m. en 1236), un autre de ses disciples, diffuse la Tchichtiyya en Inde dans un esprit de grande tolérance avec la culture hindoue. Ce berceau oriental est bientôt balayé de plein fouet par les troupes de Gengis Khan.
En 1258, les Mongols prennent Bagdad et mettent fin à l’Empire abbasside. Leur razzia pousse les peuples musulmans vers les rives de la Méditerranée. Les ordres soufis naissants, emportés par la vague, vont maintenant se mêler davantage à la société et renouveler les ordres occidentaux. À la fin du XIIIe siècle, beaucoup de soufis font partie des Oulémas et l’entente va encore s’accentuer. Le temps des « Khirqa primitives » est révolu. Place aux confréries.

### Essor et mutations des confréries:XIIIe–XIXesiècle
L’Égypte est donc devenue un centre où convergent de nombreux musulmans. La dynastie ayyoubide (1171-1250) et le sultanat mamelouk qui lui succède (1250-1517) contribuent à stabiliser la région où s’installent de nombreux migrants du fait de sa proximité avec les villes saintes. Ce brassage profite aussi aux confréries qui se renouvellent par le biais de maîtres venus d’horizons divers.
Un Marocain, Abou Hassan al-Chadhili (1197-1258), va marquer en profondeur le soufisme égyptien. Détenteur de la Khirqa d’Abû Madyan, il s’installe à Alexandrie d’où son influence s’étend jusqu’en Haute Égypte. La Chadhiliyya se subdivisera à son tour en de nombreuses branches dans tout le Maghreb. Retenons pour notre compte la Darqawiyya (XIXe) qui elle-même donnera naissance à la ‘Alawiyya du cheikh Ahmed al-‘Alawi de Mostaganem (1869-1934). Notons au passage que la Chadhiliyya est à travers la Darqawiyya, une des voies par laquelle fut revivifiée la Qadiriyya Bûtchichiyya marocaine dans la première moitié du XXe siècle. D’une manière générale, les œuvres d’Ibn ‘Atâ Allah (m. en 1309), deuxième successeur de la Voie chadhili, sont très répandues et abondamment lues et commentées par nombre de soufis.
Remontons vers l’Anatolie. Djalal el Din Rûmi (1207-1273) illustre bien l’exode des soufis d’Asie centrale, lui qui vient de Transoxiane (Balkh). Le fondateur des Derviches tourneurs établis à Konya y fonde la Mawlawiyya (ou Mevleviye) qui se répand dans tout l’Empire ottoman.
Un peu plus tard, un autre émigrant du Khorasan, directement issu du soufisme nomade des tribus turkmènes, Hadji Bektache (m. en 1337), fonde la Bektachiyya. Toujours dans la tradition mystique korasaniene, Safi al-Din al-Ardabali (m. en 1334) est héritier de la voie de Sohrawardi (1155-1191) qui elle-même remonte à Ahmed al-Ghazali. La Safawiyya connaît elle aussi un grand succès auprès des tribus turkmènes. Au XVIe siècle, les descendants de Safi al-Din deviennent chiites et fondent la dynastie Séfévide (1501-1736). Issue de la même souche mais ayant un destin tout différent, la Khalwatiyya de ’Umar al-Khalwati, se propage à partir du Caucase (Tabriz) dans tout l’Empire ottoman. De même que Baha al-Din Naqchband (m. en 1389) qui, supplantant les diverses voies d’Iran et d’Asie centrale, étend la Naqchabandiyya sur tout le monde musulman sunnite jusqu’en Inde.
La plupart des voies qui s’implantent en Inde proviennent des multiples rameaux de la Sohrawardiyya. Citons la Chattariyya de ‘Abd’Allah al-Chattar qui répand cette voie d’origine persane jusqu’à Sumatra.
La grande majorité des confréries qui naissent après le XVe siècle proviennent de celles précédemment citées.
Jusqu’ici, les confréries semblent être pour la plupart en harmonie avec les sociétés dans lesquelles elles s’inscrivent. Leurs organisations matérielles tout comme leur doctrine inspirées de la pensée mystique d’Ibn ‘Arabi, continuent à imprégner autant le petit peuple que les lettrés urbains. Plus encore, le rattachement à une confrérie est devenu une distinction à la mode qu’il n’est pas déplacé d’afficher pour ce qui concerne certaines élites. Ce phénomène illustre surtout le fait que les voies soufies, étant ouvertes à tous, deviennent le miroir d’une société et de tous les caractères qui la compose.
Au centre de ces diverses formes d’affiliations demeure le cheikh qui se présente maintenant comme un saint patron. C’est dans sa maison que la confrérie voit le jour et devient par la suite la maison mère appelée selon les lieux ribat, zaouïa, khanqah, tekké, daara ou dergah. Le saint éponyme d’une voie n’est pas pour autant toujours celui qui la fonde réellement et il faut souvent attendre qu’un prochain successeur intervienne pour qu’il lui insuffle son mouvement d’expansion. C’est notamment le cas de la Chadhiliyya et de la Rahmaniya.
Les séances de dhikr attirent les aspirants (Muridin) vers la maison du cheikh qui se développe, devient une zawiya et crée des annexes dans des régions parfois très éloignées du lieu d’origine. Les responsables autorisés du cheikh (moqaddem, khalifa, naqib) représentent sa lignée initiatique mais peuvent parfois renouveler la voie d’origine qui portera désormais leur nom, associé ou non au nom initial. Les multiples affiliations « inter-confrérique » que pratiquent les adeptes sont plus ou moins bien tolérées selon les ordres. Les aires mamelouk et ottomane les acceptent naturellement contrairement à l’Iran.
Les confréries s’insèrent dans la société où elles assurent une fonction de poids dans l'espace civile par l’intégration et la prise en charge sociale des populations nécessiteuses, en assurant par exemple l’éducation des enfants. En ce sens, certaines zawiyas ont même pu bénéficier de biens de mains mortes (Waqf) leur permettant d’échapper à des exactions en tout genre.
Les siècles qui suivent, notamment les XVIIIe et XIXe siècles, marquent cependant une réelle transformation dans les ordres en place suivie d’une création de nombreux autres. Ce changement naît d’un mouvement de fond qui voit converger à la fois la chute des grands empires ottomans, séfévides et moghols, leur remplacement progressif par la colonisation occidentale, et l’affirmation de La Mecque en tant que point focal d’un renouveau des sciences islamiques ainsi que plaque tournante du soufisme confrérique.
L’appartenance à une tariqa permettait donc par le pèlerinage aux villes saintes un brassage de cultures et d’expériences spirituelles qui bien souvent étaient étrangères les unes des autres. Ce qui pouvait être regardé comme stimulant pour les uns ne le fut peut-être pas pour d’autres, Mecquois qui ressentirent davantage cette diversité comme un danger de disparité pour la communauté des croyants. Le renouveau de l’étude du hadith et de l’ijtihad, le raisonnement juridique indépendant, participa donc d’une remise en question des particularismes que l’on essaya d’atténuer, ainsi que d’une tentative de rénovation des très populaires confréries soufies que l’on tenta de substituer à l’idée de Voie Muhammadienne (Tariqa Muhammadiyya) qui, en mettant l’accent sur la personne du prophète, synthétiserait voire suppléerait les autres voies.
À l'origine, la notion de Tariqa Muhammadiyya, ne prend toute sa profondeur que dans une approche ésotérique où les voies, pour nécessairement différentes qu’elles soient, n’en sont pas moins vivifiées par un même influx spirituel que nous identifions au secret initiatique, le Sirr. Ceci étant plus explicite encore à travers l’adage suivant : « L’eau est une, et les fleurs sont multiples ».
Toute différente est l’idée moderne de Voie Muhammadienne qui est intimement liée à un souci de renforcement de l’orthodoxie et de conformité à la Loi. Parallèlement, la décadence de certaines confréries soufies contribue à alimenter des critiques sur l’authenticité des anciens modèles religieux. Le mouvement mecquois et ses théoriciens en appelle d’ailleurs à Ibn Taymiyyah (m. en 1328) pour critiquer les exagérations du confrérisme populaire à travers notamment la pratique du culte des saints, pèlerinages mineurs auprès de sanctuaires ou de mausolées et s’alimentant à une culture populaire ancestrale de demande de grâce (Baraka).
On a longtemps parlé de « néo-soufisme » pour qualifier les transformations que connurent les voies, évoluant vers de véritables ordres, plus organisés, hiérarchisés, franchement militants voire rebelles devant l’occupation de leurs territoires par l’étranger. Pour autant, il n’a jamais été prouvé que les enseignements promulgués à l’intérieur des zawiyas aient changé, notamment concernant la métaphysique d’Ibn ‘Arabi et la notion d’unicité de l’Être (Wahdat al-Wujud). Le changement n’aurait-il été qu’extérieur ? Cette thèse est aujourd’hui encore, très discutée. Pour notre compte, précisons tout de même que de nouvelles confréries voient bel et bien le jour. Leur diffusion est plus prosélyte que par le passé et leur « légitimité coranique » peut-être mieux soutenue du fait de la formation de leur fondateur.
Les nouvelles turuq essaiment d’abord en Afrique de l’Est puis, par l’action de la Tidjaniya et la Rahmaniya, en Afrique du Nord et de l’Ouest dès la fin du XVIIIe siècle. D’autres voies suivent, fortement influencées par la pensée d’Ahmad Ibn Idriss al-Fasi (1750-1837), un cheikh maghrébin installé à La Mecque. Ce dernier est un farouche adversaire du culte des saints et remet profondément en cause les filiations initiatiques des confréries traditionnelles. Il est pourtant lui-même affilié à une confrérie filiale de la Chadhiliyya, la Khâdiriyya, dont le personnage éponyme, al-Khidr, permet d’ailleurs de soulever un coin de cette paradoxale attitude et un peu de la subtilité de sa pensée.
Mentionné dans le Coran comme l'instructeur de Moïse qu’il confond d’ailleurs par la supériorité de sa connaissance, al-Khidr est l’initiateur par excellence, choisissant parfois de guider l’individu solitaire qui sera de cette façon directement relié à Mahomet, passant outre à la filiation classique. Certains choyoukh l’indiquent à cet effet dans leur chaîne de transmission initiatique (silsila) comme un authentique transmetteur de la voie. Ce « raccourci initiatique » réduit donc au minimum la chaîne humaine des maîtres successifs et par conséquent, les erreurs de parcours de la silsila. La filiation directe par al-Khidr où par le Prophète lui-même est donc aux yeux d’Idriss al-Fasi une garantie d’authenticité en même temps qu’une expression éclatante de la prééminence de la Tariqa Muhammadia qui abolit de fait toutes les divisions institutionnelles du soufisme.
Sa réputation dépassa très vite la région du Hedjaz à tel point qu’on venait le consulter de toutes parts, du Maghreb jusqu’en Inde. Sa succession fut âprement disputée, surtout entre deux de ses plus proches disciples : Mohammed bin Ali Al-Sanoussi (m. en 1859) et Muhammad Uthman al-Mighrani. Ces deux hommes fondèrent leur propre voie et se tournèrent vers l’Afrique où, à l’instar de la Tidjaniyya, ils contribuèrent à relancer le soufisme voire à impulser une entreprise de conversion dans des régions encore peu ou pas touchées par l’islam. Écartant les anciennes zawiyas, les nouvelles structures, centralisées et hiérarchisées, permirent un plus grand investissement des confréries dans les affaires du monde.
Cet engagement, on l’a dit, pu même aller vers la prise des armes, la défense armée de territoires, spécialement en Asie centrale et en Chine, devant les forces impériales russes et chinoises. Ici, la Naqchabandiyya occupa le devant de la scène et tenta de s’assurer une relative protection sinon d’acquérir de nouveaux espaces (comme la prise de pouvoir des musulmans au Yunnan de 1856 à 1873). Ce volontarisme est l’expression d’une forte activité réformatrice interne à l’ordre et qui s’observe encore de nos jours.
Ce même phénomène est également attesté en Inde et en Insulinde où sur fond de colonialisme britannique et hollandais, de nouvelles confréries réformées, se lèvent contre les déviances des anciennes coutumes et enjoignent les populations au jihad, le plus souvent contre des non musulmans : impériaux, colonisateurs et même sikhs.
Au XIXe siècle, les confréries soufies sont répandues dans tout le monde musulman, sauf peut-être dans les zones d’opposition séculaire à ces formes de religiosités comme le Yémen et plus tard, l’Arabie wahabite. Mais pour l’heure, et jusqu’à la fin du siècle, La Mecque est vraiment le creuset de ce renouveau islamique auquel puisent bon nombre de croyants : juristes, maîtres soufis, chefs militaires, etc.
Ce que nous avons appelé le néo-soufisme n’est pourtant pas à opposer si facilement avec l’ancienne manière confrérique. Les nouveaux ordres sont, il est vrai, mieux organisés et tendraient pour la plupart à jouer un rôle plus grand au sein des sociétés (voire à terme se politiser pour certaines). Mais n’est-ce pas là l’aboutissement naturel de cette évolution du soufisme qui d’abord élitiste et sujet à caution, s’est progressivement vu reconnaître sa légitimité et sa mission d’éducation et d’assistance d’une part profondément enracinées dans l’exemple prophétique et d’autre part, tendues vers un projet général d’épanouissement et d’équilibre d’une communauté. Il en est de même pour son expression doctrinale et ses pratiques extatiques qui n’ont, semble-t-il, jamais été radicalement modifiées.
Plus globalement, le renouvellement confrérique lancé à partir de la fin du XVIIIe siècle n’est qu’un élément constitutif d’un large mouvement de réforme. Si dans sa première phase, celui-ci emporte le soufisme, il se durcira graduellement dans ses prochaines phases et exclura bientôt les confréries musulmanes de ses desseins politiques, intellectuels et religieux.
Car n’oublions pas que c’est dans ce contexte, au Hedjaz, et à la même époque, la fin du XVIIIe siècle, que naît la doctrine issue du wahhabisme. Celle-ci ne sera vraiment féconde qu’à l’orée du XXe siècle mais déjà d’autres courants de pensées auront pu s’infiltrer dans les sociétés musulmanes (salafisme entre autres) et organiser le procès interne des institutions traditionnelles qui périclitèrent devant l'entreprise colonisatrice de l'Occident.

## Confréries soufies
- Les Ahl-el Haqq (IXe siècle)

« Ceux qui détiennent la vérité (d'Allah) » : Ils se propagèrent dans les grandes villes de l'époque et restent concentrés en Perse occidentale et au Kurdistan. Leurs croyances sont plutôt confuses. Ils croient à la métempsycose, vénèrent le coq, le chiffre sept et jeûnent trois jours en hiver. Ces croyances font penser au Yézidisme plus qu'à l'islam (yazīdī يزيديّ, yazîdite)
- La Nématollahi (XIVe siècle)

Confrérie d'origine persane, l'actuel maître est Alireza Nurbakhsh.
- La Qadiriyya (XIe siècle)
- La Ruzbihaniyya (XIIe siècle), fondée à Chiraz par Rûzbehân, active de 1265 à 1791.
- La Sanousiyya
- La Fadiliyya, issue de la Qadiriyya et implantée dans l'Ouest saharien

- La Kubrâwiyya (XIIe siècle)

C'est l'œuvre de Nadjm ad-Dîn Koubra, né dans le Khorassan persan (1145-1221). Il eut une influence sur la formation spirituelle de plusieurs grands mystiques et poètes, dont Farīd al-Dīn ʿAṭṭār.
- La Burhaniyya (XIIIe siècle)

Confrérie égyptienne fondée par Ibrahim al-Dessouki, elle est influente au Soudan, au Moyen Orient et en Asie.
- La Rifa'iyya (XIIe siècle)

Confrérie irakienne héritant de l'enseignement spirituel de Ahmad Rifa'îyy.
- La Suhrawardiyya (XIIe siècle)

Elle fut très influente en Iran, en Afghanistan et en Inde.
- La Chadhiliyya (fin XIIe siècle)

La Chadhiliyya est une confrérie maghrébine fondée par l'imâm Chadhili (1196-1258), né au Maghreb occidental (actuel Maroc) disciple d'un grand soufi de Tlemcen (actuel Algérie) et ayant vécu à Bougie (actuel Béjaïa en Algérie), dans l'actuel Maroc et en Égypte.
Contrairement à beaucoup d'autres, cette confrérie insiste surtout sur la beauté et la richesse intérieures des soufis, elle les dispense ainsi d'apparaître comme des pauvres. On attribue à l'imâm Chadhili une découverte importante, celle du café qui lui permettait de prolonger ses veilles et ses prières. Cette même anecdote est attribuée à d'autres personnages.
- La Qalandariyya (XIIIe siècle)

Fondée au XIIIe siècle par Jamal ad-Din as-Sawidji (???-1218), natif de Saveh (actuel Iran), la tariqa allait vite déborder des frontières de la Perse pour se répandre dans tout le Proche-Orient. Les Qalandariya se reconnaissaient à leur tonsure complète, vivaient de mendicité et n'avaient pas de domicile fixe.
- La Bektachiyya (XIIIe siècle)

C'est une confrérie anatolienne, due à l'influence de Hajji Bektach, chiite duodécimain venu du Khorasan (actuel Iran).
- La Khalwatiyya (XIVe siècle)

Elle est fondée par `Umar al-Khaiwaci. Grâce à ses principes philosophiques (ascèse, retraite, évolution par le vide), contenus dans la notion de khalwa (خَلوة [ḫalwa], solitude). Cette confrérie aura un impact déterminant sur tous les mystiques à la recherche d'authenticité et de simplicité.
- La Ushshakiyya (XVe siècle)

C'est une branche de la Khalwatiyya fondée par Sayyid Hasan Husameddin.
- La Mouridiyya ou mouridisme

Fondée par Cheikh Ahmadou Bamba (1853-1927) au XIXe siècle dans l'actuel Sénégal. C'est dans ce pays qu'on la trouve essentiellement, mais aussi en actuel Gambie et dans une partie de l'actuel Mauritanie. Sa doctrine repose sur quatre principes fondamentaux : la foi en Dieu, l’imitation du Prophète, l'étude du Coran et l’amour du travail.
- La Rahmaniyya (XVIIIe siècle)

Imprégné de la mystique soufie lors de son long séjour au Caire auprès du cheikh El-Hafnaoui, Sidi M’hamed s'était donné pour mission de propager cette philosophie religieuse en Afrique du Nord. Recommandant la pratique du renoncement à la vie matérielle (ascétisme) et le retrait par rapport à l’agitation profane de la cité. La khalwatiyya, comme d’autres ordres confrériques, se caractérisait par une certaine hétérodoxie dans l’interprétation du Coran. la Khalwatiya est d’origine perse; telle que préconisée par Sidi M'hamed, ce n'est pas une transposition intégrale. Elle est Fortement pénétrée d’éléments religieux locaux, notamment ceux véhiculés par l’islam maraboutique.
- La Naqshbandiyya (XIVe siècle)

Confrérie fondée par Mohamed Bahâ al-Dîn Naqchabandî dit « le Peintre » (1317-1389). Cette confrérie a eu beaucoup d'influence en Turquie en Asie en général.
Cette confrérie a investi les mouvements islamistes d'inspiration réformiste des XVIIIe et XIXe siècles en Asie.
- L'Aissawiyya (XVe siècle)

Née à Meknès dans le courant du XVe siècle, cette confrérie serait l'œuvre de Sidi al-Hadi Ben Aïssa (né en 1456 ou 1466). Elle s’est vite  popularisée grâce aux techniques corporelles pratiquées.
- La Tijaniyya ou Tidanes (XVIIIe siècle)

La Tijaniyya ou tariqa tijaniyya (en arabe : الطريقة التجانية (Al-Ṭarīqah al-Tijāniyyah), littéralement « la voie tijane », variantes tidiane, tidjane, tidjanie) est une confrérie (tariqa) soufie, fondée par Ahmed Tijani en 1782 dans une oasis algérienne. La tijaniya reste la confrérie la plus répandue en Afrique de l'Ouest[réf. nécessaire]. Elle regroupe de grands wali (ami de Dieu) comme les Sénégalais, Cheikh Oumar Foutiya Tall Cheikh Seydi Hadj Malick Sy, Cheikh Abdoullaye Niass, Cheikh Ibrahima Niass, Thierno Ahmad Barro Mbour, Thierno Mouhamadoul Saïd Ba, thierno Ahmad Boyinadji, Thierno Hamet Baba Talla, Serigne Abass Sall, Serigne Thiénaba, etc.
- La Jerrahiyya (en) (XVe siècle)[5]
- L'Idrisiyya (en) ou Ahmadîyya (XIXe siècle)

Confrérie soufie fondée par le maghrébin Ahmad ben Idrîs (1760-1837) qui vers la fin de sa vie exerça une grande influence sur le futur fondateur de la Sanousiyya.
- L'ordre Qadiri Rifai

Cette école apparue au XIXe siècle, les deux "evlija", Muhammad Ensar, cheikh de l'ordre Rifai et Abdullah Hashim, cheikh de l'ordre Qadiri, ont été invités à unir les enseignements spirituels et des pratiques des deux Tourouq, formant une nouvelle école qui correspond au monde moderne. Très proche des Naqshbandis, des Bektashis, on retrouve cet ordre dans les Pays de l'Est (Bosnie notamment), en Turquie, en Syrie, au Pakistan.
- Hamdirabihi XXIe siècle fondé par le Wali Al Lahi,

- La Chishtiyya

Confrérie soufie fondée à la fin du XIIe siècle par Hazrat Mo'inuddin Chishti. Les Chishti se distingue des autres confréries car ils recherchent une inspiration mystique par l'intermédiaire de la musique et du chant (voir qawwâli). Six grandes figures ont contribué à établir la lignée Chishti en Inde : Hazrat Mo'inuddin Chishti, surnommé Gharîb Nawâz, Le Protecteur des Pauvres. Propagateur de la lignée Chishti en Inde, du nom du village de Chisht en Afghanistan, il fut envoyé à Ajmer, dans le Rajasthan indien, à la fin du XIIe siècle, accompagné de quarante disciples pour y répandre le message soufi.
La dargah (tombe) de Mo'inuddin Chishti est l'une des plus visitées de l'Inde. On attribue à Mo'inuddin le pouvoir d'intercéder auprès du divin pour la réalisation des vœux et prières des pèlerins.

## Sources
- Malek Chebel, Dictionnaire des symboles musulmans, éd. Albin Michel.
- Ben Driss, Karim, Sidi Hamza al Qâdiri al Boutchichi ou le renouveau du soufisme au Maroc, éd. al Bouraq/Arché, 1995.
- Faouzi Skali, La Voie soufie, Albin Michel.
- Faouzi Skali, Saints et sanctuaires de Fès, éd. Marsam.
- Eva de Vitray-Meyerovitch, Rûmi et le soufisme, Points Sagesses.
- Depont et Coppolani, Les confréries religieuses musulmanes, Geuthrer, Paris, 1897, Réimpression 1987.
- Jean-Louis Michon, Le soufi marocain Ahmad ibn ‘Ajiba et son Mi’raj, glossaire de la mystique musulmane, Vrin, Paris, 1990.
- Alexandre Popovic et Gilles Veinstein, Les Voies d’Allah, Fayard, Paris, 1996.
- Michel Reeber, L’Islam, Éditions Milan, Toulouse, 1998.
- Mark J. Sedgwick, Le Soufisme, Paris, Cerf, Bref no 57, 2001.
- Mustafa Amrous, Les Confréries religieuses au Maroc et l'Islamisme du XIXe au XXe siècle, Nanterre B.U Paris 10, 1985.
- Ibn Khaldun, Al Muqaddima, trad. par V. Monteil, Paris, Sindbad, 1997.
- Mohammed Kadiri, Les Zaouias au Maroc, fonction religieuse et rôle politique, thèse de doctorat en droit, Perpignan, 2002.
- Jean-Marc Aractingi et Christian Lochon, Secrets initiatiques en Islam et rituels maçonniques, éd. L'Harmattan, Paris, 2008  (ISBN 978-2-296-06536-9).